# Veľký Čepčín
Veľký Čepčín (in ungherese Nagycsepcsény) è un comune della Slovacchia facente parte del distretto di Turčianske Teplice, nella regione di Žilina.